# Metalepis albiflora
Metalepis albiflora là một loài thực vật có hoa trong họ La bố ma. Loài này được Urb. mô tả khoa học đầu tiên năm 1919.